# Perknaster antarcticus
Perknaster antarcticus is een zeester uit de familie Ganeriidae.
De wetenschappelijke naam van de soort werd in 1906 gepubliceerd door René Koehler.